# Morgan City (Mississippi)
Morgan City é uma cidade  localizada no estado americano de Mississippi, no Condado de Leflore.

## Demografia
Segundo o censo americano de 2000, a sua população era de 305 habitantes.
Em 2006, foi estimada uma população de 291, um decréscimo de 14 (-4.6%).

## Geografia
De acordo com o United States Census Bureau tem uma área de
1,5 km², dos quais 1,5 km² cobertos por terra e 0,0 km² cobertos por água.

## Localidades na vizinhança
O diagrama seguinte representa as localidades num raio de 24 km ao redor de Morgan City.